# アタアタ
アタアタ（学名: Diospyros mindanaensis）はカキノキ科の樹木である。フィリピンでは、Ata ata、Amaga、Bolangeta、Kamagonと呼ばれている。ボルネオ島とフィリピンで発見された。樹高は、最大27 mに達する。樹形や樹皮はシマコクタン（Diospyros pilosanthera）に類似する。葉裏は、ロウ状の白い粉がある。辺材は、灰白色で、のちに帯状に黄色く変色し、一様の縞模様となる。心材は黒色である。最大3つの花序を着ける。果実は円形から卵形であり、大きさは、直径7.5 cmになる。樹木は、フィリピンのミンダナオ島から名付けられた。